# Gran Premio motociclistico del Belgio 1975
Il Gran Premio motociclistico del Belgio fu l'ottavo appuntamento del motomondiale 1975.
Si svolse il 6 luglio 1975 sul Circuito di Spa-Francorchamps. Corsero tutte le classi tranne, come d'abitudine, la 350.
In 500 Phil Read ottenne la prima vittoria stagionale, agevolato dal ritiro di tutti i suoi principali avversari per problemi meccanici (tra essi Barry Sheene, autore del giro più veloce a oltre 218 km/h di media).
Beffa per le Harley-Davidson di Walter Villa e Michel Rougerie in 250: i due compagni di Marca avevano condotto in testa tutta la gara prima di farsi superare all'ultimo giro da Johnny Cecotto.
Ennesima doppietta per le Morbidelli 125.
Juliaan Vanzeebroeck vinse in 50 davanti ai favoriti Ángel Nieto ed Eugenio Lazzarini.
Rolf Steinhausen vinse gara e titolo iridato dei sidecar.

## Classe 500

### Arrivati al traguardo
| Pos. | Pilota              | Moto      | Tempo     | Punti |
| ---- | ------------------- | --------- | --------- | ----- |
| 1    | Phil Read           | MV Agusta | 47' 21" 1 | 15    |
| 2    | John Newbold        | Suzuki    | +1' 08" 6 | 12    |
| 3    | Jack Findlay        | Yamaha    | +1' 55"   | 10    |
| 4    | Alex George         | Yamaha    | +2' 21" 9 | 8     |
| 5    | John Williams       | Yamaha    | +2' 24"   | 6     |
| 6    | Christian Léon      | König     | +3' 12" 6 | 5     |
| 7    | Alan North          | Yamaha    | +3' 25" 2 | 4     |
| 8    | Francis Hollebecq   | Yamaha    | +3' 35" 8 | 3     |
| 9    | Thierry Tchernine   | Yamaha    | +3' 49" 4 | 2     |
| 10   | Jean-François Baldé | Yamaha    | +3' 50" 5 | 1     |
| 11   | Nico van der Zanden | Yamaha    |           |       |

### Ritirati
| Pilota             | Moto          | Motivo ritiro       |
| ------------------ | ------------- | ------------------- |
| Helmut Kassner     | Yamaha        |                     |
| Tom Herron         | Yamaha        |                     |
| Philippe Chaltin   | Yamaha        |                     |
| Mick Grant         | Kawasaki      |                     |
| Teuvo Länsivuori   | Suzuki        | rottura del motore  |
| Dieter Braun       | Yamaha        |                     |
| Chas Mortimer      | Maxton-Yamaha |                     |
| Pentti Korhonen    | Yamaha        |                     |
| Philippe Bouzanne  | Yamaha        |                     |
| Gianfranco Bonera  | MV Agusta     | rottura del magnete |
| Barry Sheene       | Suzuki        | grippaggio          |
| Horst Lahfeld      | König         |                     |
| Víctor Palomo      | Yamaha        |                     |
| Bernard Fau        | Yamaha        |                     |
| John Dodds         | Yamaha        |                     |
| Patrick Pons       | Yamaha        |                     |
| Olivier Chevallier | Yamaha        |                     |
| John Weeden        | Yamaha        |                     |
| Giacomo Agostini   | Yamaha        | accensione          |

## Classe 250
30 piloti alla partenza, 19 al traguardo.

### Arrivati al traguardo
| Pos | Pilota           | Moto            | Tempo     | Punti |
| --- | ---------------- | --------------- | --------- | ----- |
| 1   | Johnny Cecotto   | Yamaha          | 46' 11" 7 | 15    |
| 2   | Michel Rougerie  | Harley-Davidson | +0" 4     | 12    |
| 3   | Walter Villa     | Harley-Davidson | +1" 8     | 10    |
| 4   | Bruno Kneubühler | Yamaha          | +47" 4    | 8     |
| 5   | Leif Gustafsson  | Yamaha          | +1' 01" 4 | 6     |
| 6   | Harald Bartol    | Yamaha          | +1' 18" 9 | 5     |
| 7   | Chas Mortimer    | Maxton-Yamaha   | +1' 20"   | 4     |
| 8   | Dieter Braun     | Yamaha          | +1' 20" 6 | 3     |
| 9   | John Williams    | Yamaha          | +1' 20" 9 | 2     |
| 10  | Patrick Pons     | Yamaha          | +1' 21" 1 | 1     |
| 11  | Bernard Fau      | Yamaha          |           |       |

## Classe 125
38 piloti alla partenza, 20 al traguardo.

### Arrivati al traguardo
| Pos | Pilota             | Moto        | Tempo     | Punti |
| --- | ------------------ | ----------- | --------- | ----- |
| 1   | Paolo Pileri       | Morbidelli  | 44' 33" 9 | 15    |
| 2   | Pier Paolo Bianchi | Morbidelli  | +10"      | 12    |
| 3   | Kent Andersson     | Yamaha      | +1' 12" 1 | 10    |
| 4   | Henk van Kessel    | AGV-Condor  | +1' 53" 9 | 8     |
| 5   | Eugenio Lazzarini  | Piovaticci  | +2' 01" 1 | 6     |
| 6   | Cees van Dongen    | Bridgestone | +2' 02" 3 | 5     |
| 7   | Leif Gustafsson    | Yamaha      | +2' 51" 4 | 4     |
| 8   | Bruno Kneubühler   | Yamaha      | +3' 07" 6 | 3     |
| 9   | José Lazo          | MZ          | +1 giro   | 2     |
| 10  | Manuel Arias       | MZ          | +1 giro   | 1     |
| 11  | Benito Jull        | MZ          | +1 giro   |       |
| 12  | Hans-Jürgen Hummel | Yamaha      | +1 giro   |       |
| 13  | Benjamin Laurent   | Yamaha      | +1 giro   |       |
| 14  | Michel Baloche     | Motobécane  | +1 giro   |       |
| 15  | Werner Rubel       | Maico       | +1 giro   |       |

## Classe 50

### Arrivati al traguardo
| Pos | Pilota               | Moto       | Tempo     | Punti |
| --- | -------------------- | ---------- | --------- | ----- |
| 1   | Juliaan Vanzeebroeck | Kreidler   | 30' 59" 3 | 15    |
| 2   | Ángel Nieto          | Kreidler   | +4" 3     | 12    |
| 3   | Eugenio Lazzarini    | Piovaticci | +4" 6     | 10    |
| 4   | Theo Timmer          | Jamathi    | +1' 25" 5 | 8     |
| 5   | Nico Polane          | Kreidler   | +1' 25" 7 | 6     |
| 6   | Cees van Dongen      | Kreidler   | +1' 26"   | 5     |
| 7   | Gerhard Thurow       | Kreidler   | +1' 26" 7 | 4     |
| 8   | Ulrich Graf          | Kreidler   | +2' 24" 3 | 3     |
| 9   | Jan Huberts          | Jamathi    | +2' 24" 8 | 2     |
| 10  | Pierre Audry         | ABF        | +2' 30" 0 | 1     |

## Classe sidecar

### Arrivati al traguardo
| Pos | Pilota           | Passeggero        | Moto         | Tempo     | Punti |
| --- | ---------------- | ----------------- | ------------ | --------- | ----- |
| 1   | Rolf Steinhausen | Josef Huber       | Busch-König  | 45' 08" 2 | 15    |
| 2   | Gustav Pape      | Franz Kallenberg  | König        | +1' 17" 2 | 12    |
| 3   | Mick Boddice     | Kenny Birch       | Windle-König | +1' 17" 4 | 10    |
| 4   | Otto Haller      | Erich Haselbeck   | BMW          | +3' 07" 3 | 8     |
| 5   | Helmut Schilling | Rainer Gundel     | BMW          | +3' 34" 4 | 6     |
| 6   | Herbert Haller   | Siegfried Neumann | König        | +3' 42" 9 | 5     |
| 7   | Ted Janssen      | Erich Schmitz     | König        |           | 4     |
| 8   | Amedeo Zini      | Andrea Fornaro    | König        |           | 3     |
| 9   | Egon Schons      | Karl Lauterbach   | BMW          |           | 2     |
| 10  | Dennis Keen      | Roy Keen          | Keen-König   |           | 1     |
| 11  | Herbert Prügl    | Johann Kußberger  | König        |           |       |